# Die Legende von Tomiris
Die Legende von Tomiris (Originaltitel: Томирис) ist ein kasachischer Historienfilm aus dem Jahr 2019 unter der Regie von Aqan Satajew.

## Handlung
Die Geschichte beginnt mit der Geburt von Tomiris, deren Mutter bei der Geburt stirbt. Ihr Vater, König Spargap, zieht sie auf und lehrt sie die Künste des Reitens, des Schwertkampfes und der Führung. Als Tomiris jung ist, wird ihre Familie durch einen Verrat ermordet, wobei sie als einzige überlebt. Sie flieht und wird von einer Gruppe Kriegerinnen aufgenommen, bei denen sie zur geschickten Kämpferin heranwächst.
Nach Jahren kehrt Tomiris zurück, rächt den Tod ihrer Familie und wird zur Königin der Massageten. Sie heiratet Argun, den Sohn eines benachbarten Stammesführers, und vereint die Stämme der Steppe. Der Frieden ist jedoch nur von kurzer Dauer: Der persische König Kyros der Große lädt Argun und Tomiris’ Sohn zu Verhandlungen ein, bei denen beide getötet werden.
Entschlossen, Rache zu nehmen, lehnt Tomiris ein Friedensangebot ab und bereitet ihre Streitkräfte auf den Krieg vor. In einer entscheidenden Schlacht am Fluss Jaxartes besiegt sie das persische Heer, wobei Kyros selbst fällt.

## Produktion
Der Film wurde von den kasachischen Studios Kazakhfilm und Sataifilm produziert und vom kasachischen Kulturministerium unterstützt. Die Idee zur Verfilmung stammt von Aliya Nazarbayeva, der Tochter des ersten kasachischen Präsidenten Nursultan Nasarbajew, die auch als Produzentin fungierte. Die Dreharbeiten fanden hauptsächlich in den Steppen Kasachstans statt. Die Massageten sprechen im Film eine rekonstruierte Form des Alt-Türkischen, während die Perser modernes Persisch sprechen. Die Hauptrolle spielt Almira Tursyn. Der Film wurde in Kasachstan am 1. Oktober 2019 veröffentlicht. In Deutschland wurde er am 11. Dezember 2020 auf DVD und Blu-ray Disc veröffentlicht.

## Besetzung und Synchronisation
Die deutsche Synchronisation entstand bei der Synch! Synch! Kino- & TV-Synchronisation GmbH, unter der Dialogregie und nach einem Dialogbuch von Angelika Scharf.
| Rolle   | Schauspieler      | Deutsche Sprecher    |
| ------- | ----------------- | -------------------- |
| Tomiris | Almira Tursyn     | Franciska Friede     |
| Argun   | Adil Akhmetov     | Johannes Semm        |
| Cyrus   | Ghassan Massoud   | Hanns Jörg Krumpholz |
| Kavaz   | Azamat Satybaldy  | Stephan Benson       |
| Harasp  | Erkebulan Dairov  | Oliver Warsitz       |
| Kurtun  | Berik Aytzhanov   | Holger Mahlich       |
| Namai   | Nazgul Karabalina | Sonja Szylowicki     |

## Rezeption
„Der überlange Film bietet in seinen Schlachtszenen einen Aufwand, der sich im internationalen Vergleich nicht verstecken muss; die Zeichnung der Charaktere und politischen Konstellationen fällt jedoch arg simpel aus.“

In Frankreich wurde der Film beim L'Étrange Festival 2020 mit dem Nouveau Genre Great Prize ausgezeichnet.